# Município de Buck (condado de Hardin, Ohio)
Localização do Ohio nos E.U.A.
O município de Buck (em inglês: Buck Township) é um local localizado no condado de Hardin, no estado estadounidense de Ohio. No ano 2010 tinha uma população de 2449 habitantes e uma densidade de 30,85 pessoas por km².

## Geografia
O município de Buck encontra-se localizado nas coordenadas 40° 36′ 37″ N, 83° 36′ 25″ O. Segundo a Departamento do Censo dos Estados Unidos, o município tem uma superfície total de 79,38 km², da qual 79,12 km² correspondem a terra firme e 0,26 km² é água (0,32%).

## Demografia
Segundo o censo de 2010, tinha 2449 pessoas residindo no município de Buck. A densidade de população era de 30,85 hab./km².